# Alessandro Arbo
 (juin 2025).
Motif : Je ne vois pas de sources secondaires et centrées
- Archive Wikiwix
- Bing
- Cairn
- DuckDuckGo
- E. Universalis
- Gallica
- Google
- G. Books
- G. News
- G. Scholar
- Persée
- Qwant
- (zh) Baidu
- (ru) Yandex
- (wd) trouver des œuvres sur Wikidata

| 1. | Préciser le motif de la pose du bandeau. | Précisez le motif de la pose du bandeau en utilisant la syntaxe suivante : {{admissibilité à vérifier\|date=août 2025\|motif=remplacez ce texte par le motif}}                       |
| 2. | Informer les utilisateurs concernés.     | Pensez à avertir le créateur de l'article, par exemple, en insérant le code ci-dessous sur sa page de discussion : {{subst:avertissement admissibilité à vérifier\|Alessandro Arbo}} |

Alessandro Arbo (Gorizia, 1963) est un philosophe et musicologue italien, professeur à l'Université de Strasbourg. Il est connu pour ses études d'esthétique musicale, en particulier sur l'ontologie des œuvres musicales, la philosophie de l'écoute et la pensée de Ludwig Wittgenstein.

## Biographie
Diplômé en piano au Conservatoire de Trieste en 1987 et, la même année, en philosophie à l'Université de Trieste (avec un mémoire sur la pensée de Theodor W. Adorno, sous la direction de Maurizio Ferraris), Alessandro Arbo a ensuite obtenu un doctorat en herméneutique à l'Université de Turin en 1997, puis une Habilitation à diriger des recherches à l'Université Paris 1 Panthéon-Sorbonne en 2008.
Professeur de philosophie, de psychologie et de sciences de l'éducation au lycée de 1991 à 2001, professeur contractuel d'histoire de la musique à l'Université de Trieste en 2001-2002, de 2002 à 2016 il a été maître de conférences à l'Université Marc Bloch de Strasbourg. Depuis 2016, Alessandro Arbo est professeur d'esthétique musicale à l'Université de Strasbourg.
De 2016 à 2020 Arbo a dirigé le laboratoire d'excellence GREAM (« Groupe de recherches expérimentales sur l'acte musical »), centre de recherche interdisciplinaire de l'Université de Strasbourg soutenu par le programme « Investissement d'avenir » du Ministère de l'Enseignement Supérieur, principalement dédié à l'étude de la théorie et de la pratique de la musique contemporaine. Depuis 2020, il dirige le CREAA  (« Centre de recherche et d'expérimentation sur l'acte artistique ») et coordonne des projets de recherche sur l’intermédialité artistique dans les contextes numériques, avec une attention particulière pour les transformations des œuvres musicales et des performances dans le cyberespace.

## Champs de recherche
Spécialiste de philosophie et d'esthétique de la musique, Arbo a contribué au débat contemporain sur l’ontologie musicale. Ses recherches portent sur les modes d’existence des œuvres, les fonctions de l’enregistrement, la dynamique de l’écoute et le rôle de l’expression. Il défend une théorie de l’œuvre musicale comme « objet social », en définissant son identité selon trois régimes et modes de transmission : l’oralité, la notation et la phonographie.
Parmi ses autres domaines d'intérêt, la culture artistique et littéraire de l'Europe centrale, avec une référence particulière à l'œuvre d'écrivains et musiciens du Frioul-Vénétie Julienne, comme le philosophe Carlo Michelstaedter (à qui il a consacré une biographie, finaliste au prix littéraire "Comisso" en 1997), le poète Biagio Marin, le compositeur Augusto Cesare Seghizzi .
Il a également consacré des études à la musique contemporaine et dirigé quatre volumes sur l'œuvre du compositeur Fausto Romitelli.

## Ouvrages
- Dialettica della musica. Saggio su Adorno, Milan, Guerini 1991.
- Augusto Cesare Seghizzi, Pordenone, Edizioni Studio Tesi, 1992.
- I fondi musicali dell’Archivio storico provinciale di Gorizia, Gorizia, La Provincia, 1994.
- Carlo Michelstaedter, Pordenone, Edizioni Studio Tesi, 1996 (prix sélection Comisso 1997 ; nouvelle édition Gorizia, Leg, 2022).
- Musicisti di frontiera. Le attività musicali a Gorizia dal Medioevo al Novecento, Monfalcone, Edizioni della Laguna, 1998
- ll suono instabile. Saggi sulla filosofia della musica nel Novecento, Turin, Trauben 2000 ; nouvelle édition Rome, Neoclassica, 2017.
- La traccia del suono. Espressione e intervallo nell’estetica illuminista, Naples, La Città del Sole, 2001.
- Archéologie de l'écoute. Essais d'esthétique musicale, Paris, L'Harmattan, 2010.
- Entendre comme. Wittgenstein et l'esthétique musicale, Paris, Hermann, 2013.
- The Normativity of Musical Works: A Philosophical Inquiry, Leiden, Brill, 2021.

## Direction d'ouvrages
- Kadmos. Studi mitteleuropei, Gorizia, ICM, 2001.
- Il corpo elettrico. Viaggio nel suono di Fausto Romitelli, Monfalcone, Il Teatro, 2003.
- Le corps électrique : voyage dans le de Fausto Romitelli, Paris, L'Harmattan, 2005.
- Perspectives de l'esthétique musicale : entre théorie et histoire, Paris, L'Harmattan, 2007 .
- Wittgenstein and Aesthetics: Perspectives and Debates (avec M. Le Du et S. Plaud), Francfort-sur-le-Main, Ontos Verlag, 2012.
- Oltre le periferie dell’impero. Omaggio a Fausto Romitelli, Turin, Trauben, 2014.
- Ontologies musicales : perspectives et débats (avec M. Ruta), Paris, Hermann, 2014.
- Anamorphoses. Études sur les œuvres de Fausto Romitelli , Paris, Hermann, 2015.
- Aesthetics of streaming (avec F. Desideri), Aisthesis. Pratiques, langages et savoirs de l'esthétique, vol. 9 n. 1 (2016).
- Quand l'enregistrement change la musique (avec P.-E. Lephay), Paris, Hermann, 2017.
- Penser la musique à l'ère du web 1 / Thinking Music in the Web Age 1 (avec A. Bertinetto) , De musica, 2020 : XXIV (2).
- Penser la musique à l'ère du web 2 / Thinking Music in the Web Age 2 (avec A. Bertinetto) , De musica, 2021 : XXV (1).
- Musique et intermédialité dans le cyberespace. Musique populaire, live streaming, opéra (avec N. Palazzetti), Revue musicale OICRM, vol. 11 n° 2, 2024.

## Remarques
1. ↑  (it) Enrico Fubini, « Compte-rendu: Alessandro Arbo, Archéologie de l'écoute. Essais d'esthétique musicale », Rivista italiana di Musicologia, vol. 47 (2012),‎ 1er décembre 2012, p. 323-325.
2. ↑  Theo Belaud, « Alessandro Arbo : Entendre comme » , sur https://www.actu-philosophia.com/, 16 octobre 2013 (consulté le 8 juin 2025)
3. ↑  « Alessandro Arbo Professeur en musicologie et esthétique de la musique, Université de Strasbourg, directeur du CREAA, ancien directeur du GREAM », sur https://accra-recherche.unistra.fr/
4. 1 2  « Alessandro Arbo - ITI CREAA - Centre de recherche & d'expérimentation sur l'acte artistique - Université de Strasbourg », sur creaa.unistra.fr
5. ↑  Roger Pouivet, « Alessandro Arbo : The Normativity of Musical Works » , sur Transposition. Musique et sciences sociales (OpenEdition Journal), 22 février 2022 (consulté le 8 juin 2025)
6. ↑  Tobias Janz, « Sociale Objekte. Alessandro Arbo über die Normativität Musikalisher Werke », Musik & Ästhetik,, vol. 27, nos 2/2023,‎ 2023, p. 91-99
7. ↑  (it) « Vi racconto l’amico Michelstaedter: «Un filosofo inattuale in un mondo di retorica» », sur Il Piccolo, 16 février 2022
8. ↑  (it) « Premio letterario Giovanni Comisso - Opere premiate 1979-2012 », sur https://www.premiocomisso.it, 1er janvier 2025 (consulté le 8 juin 2025)
9. ↑  (it) Sergio Tavano, « Alessandro Arbo: Augusto Cesare Seghizzi », Studi Goriziani, vol. LXXVI, nos 36 - 1992,‎ 1er décembre 1992, p. 131-134
10. ↑  (en) Nicolò Palazzetti, « Oltre le periferie dell’impero », Dissonance, 129 (2015), p. 49-50, 1er mars 2015 (consulté le 8 juin 2025)